# State of Drama
State of Drama är en svensk pop/rockgrupp från Göteborg. Gruppen har blivit mest kända genom sin medverkan i Melodifestivalen åren 2013 och 2014.

## Karriär
Gruppen deltog i musiktävlingen Svensktoppen nästa år 2009, där de slutade på andra plats med låten "Maybe". Trots att de inte vann testades låten ändå på Svensktoppen några veckor med start den 11 oktober 2009.
Våren 2012 deltog gruppen i musiktävlingen Metro on Stage med låten "Can't Find You Anywhere". I grundomgången, där tittarna fick rösta bland cirka ettusen bidrag, slutade de på andra plats vilket gav en finalplats. I finalen lyckades bandet ta hem segern. Som pris fick de ett skivkontrakt och marknadsföring till ett värde av 3,5 miljoner kronor.
Cirka ett halvår efter sin seger i Metro on Stage presenterades gruppen som en av deltagarna i Melodifestivalen 2013. Den 16 februari 2013 deltog gruppen i den tredje deltävlingen i Skellefteå med bidraget "Falling". Gruppen ropades först upp som en av de fem som gått vidare till den andra röstningsomgången och blev efter detta den första att bli klar för finalen i Friends Arena. I finalen, vars resultat grundades på 50% juryröster och 50% tittarröster i procentuell form, slutade gruppen på nionde plats. De fick totalt 50 poäng av jurygrupperna och därefter 18 poäng av tittarna.
Den 6 mars 2013 släppte State of Drama sitt debutalbum Fighter. På denna skiva finns bland annat låten "Maybe" med, vilket gruppen tävlade med i Svensktoppen nästa.
Den 28 november 2013 presenterades gruppen som en av deltagarna i Melodifestivalen 2014. De skulle komma att tävla i den tredje deltävlingen i Göteborg med låten "All We Are". Under deltävlingens gång lyckades gruppen först ta sig vidare till den andra röstningsomgången och sedan till Andra chansen, där de slutade på femte plats. Efter att den fjärde deltävlingen hade avgjorts släppte gruppen EP:n "All We Are", innehållandes melodifestivalsbidraget samt låtarna "Home", "Wanted" och "Try".
Sedan 2014 deltar sångaren Emil Gullhamn i en infomercial för ett medel som sägs motverka finnar.
Våren 2015 släpptes EP:n ”Pre & Post Us” med efterföljande spelningar runt om i Sverige.
Utöver musiken samarbetar State of Drama med Drottning Silvias barn- och ungdomssjukhus i syfte att ge barnen positiva upplevelser i sina svåraste stunder enligt parollen ”Glädje läker”.

## Diskografi

### Album
1. Fighter (2013)
2. All We Are (2014)
3. Pre & Post Us (2015)

### Melodier på Svensktoppen
- Maybe - 2009
- Falling - 2013

### Singlar
1. Falling (2013)
2. All We Are (2014)
3. Paradise (2014)
4. Winter Lullaby (2014)
5. Pre and Post You (2015)